# مايكل بوين
مايكل بوين (بالإنجليزية: Michael Bowen)‏ مواليد 21 يونيو 1957 في تكساس، الولايات المتحدة، هو ممثل أمريكي بدأ مسيرته الفنية عام 1982.

## المسيرة الفنية
- 1986: النسر الحديدي (الدور: Knotcher)
- 1990: الجزء الثالث (الدور: Mask)
- 1994: شرطي بيفرلي هيلز 3 (الدور: Fletch)
- 1997: جاكي براون (الدور: Mark Dargas)
- 1999: ماغنوليا (الدور: Rick Spector)
- 2003: اقتل بيل الجزء 1 (الدور: Buck)
- 2009: البيت الأخير على اليسار (الدور: Morton)
- 2012: جانغو الحر (الدور: Tracker)
- 2013: دوق (الدور: Sgt. Roman)
- 2014: ماتا هاري (الدور: Mike)

### في التلفزيون
| السنة       | العمل                             | الدور                   | ملاحظات                 |
| ----------- | --------------------------------- | ----------------------- | ----------------------- |
| 2001        | الملفات الغامضة                   | دوايت كوبر              | حلقة: "Surekill"        |
| 2003        | سي اس آي: التحقيق في موقع الجريمة | مارتي كوبرمان           | حلقة: "Jackpot"         |
| 2006 – 2007 | الضياع (مسلسل)                    | داني بيكيت ‏             | 7 حلقات                 |
| 2009        | عقول إجرامية                      | تومي أندرسون            | حلقة: "مسكون"           |
| 2009        | Dark Blue                         | دان كيمب                | حلقة: "جليد"            |
| 2010        | سي إس آي                          | جيسون ريتشر             | حلقة: "بدم بارد"        |
| 2010        | الأوغاد                           | تشارلي                  | 5 حلقات                 |
| 2012        | ريفلوشن                           | راي كينسي               | حلقة: "كلاب الطاعون"    |
| 2012 – 2013 | اختلال ضال (مسلسل)                | قائمة شخصيات اختلال ضال | 7 حلقات                 |
| 2014        | Raising Hope                      | موليت                   | حلقة: "كيف قابلت موليت" |

## روابط خارجية
- مايكل بوين على موقع IMDb (الإنجليزية)
- مايكل بوين على موقع قاعدة بيانات الأفلام العربية
- مايكل بوين على موقع ألو سيني (الفرنسية)
- مايكل بوين على موقع ميوزك برينز (الإنجليزية)
- مايكل بوين على موقع أول موفي (الإنجليزية)
- مايكل بوين على موقع قاعدة بيانات الأفلام السويدية (السويدية)
- مايكل بوين على موقع إن إن دي بي (الإنجليزية)
- مايكل بوين على موقع قاعدة بيانات الفيلم (الإنجليزية)
- مايكل بوين على موقع كينوبويسك (الروسية)